# 広野三郎
広野 三郎（ひろの さぶろう、1897年(明治30年)4月10日 - 1968年(昭和43年)4月4日）は、歌人。
東京出身。國學院大學卒。1915年『アララギ』に入会し、島木赤彦、斎藤茂吉に師事。1926年東京帝国大学史料編纂所業務嘱託、1927年史料編纂官補、1946年事務官、1954年東京大学史料編纂所助手、1958年講師、1962年退官。歌人としては1950年『白埴』を創刊、1953年『草苑』と合同して『久木』を主宰。

## 著書
- 『白埴 歌集』岩波書店 アララギ叢書 1940
- 『鳴瀬 歌集』古今書院 アララギ叢書 1948
- 『あかつき 歌集』第二書房 1954
- 『泉 歌集』新星書房 1958 久木叢書

共編
- 『万葉集』藤沢古実共編 古今書院 1925

## 参考
- デジタル版日本人名大事典
- 『日本近代文学大事典』講談社、1984
- 『東京大学史料編纂所史史料集』